# 鲍勃·佩蒂特
小罗伯特·李·佩提特（英語：Robert Lee Pettit Jr.，1932年12月12日—），綽號「鮑伯」，美国NBA籃球運動員，於1954年加入NBA密尔沃基老鹰队（後遷往密苏里州圣路易斯）效力十一個賽季。

## 路易斯安那州立大学
高中毕业后佩蒂特获得路易斯安那州立大学体育奖学金进入大学篮球队打球，三次入选东南联盟最佳阵容、两次入选全美大学最佳阵容（大学新秀在当时不能进入大学篮球队）。在大学的三个篮球赛季，佩蒂特取得了每場平均27.8分。 
1952年，二年级的佩蒂特首次进入大学篮球队，连续三年都是东南联盟的得分王，以平均25.5分和13.1个篮板的数据帮组球队取得了联盟联赛亚军，并且入选东南联盟全明星阵容。在大学三年级时，佩蒂特带领球队取得了球队历史上第二个联盟冠军头衔，并且首次晋级NCAA锦标赛四强，並取得了平均24.9分和13.9个篮板，赛季结束后入选东南联盟最佳阵容和全美大学最佳阵容。於大学四年级的成績為平均31.4分和17.3个篮板，帮助球队蝉联了东南联盟冠军头衔，并且再次入选东南联盟最佳阵容和全美大学最佳阵容。
1954年，他在路易斯安那州立大学的50号球衣正式退役，是在大学体育界第一位享受这份殊荣的球员。1999年，他当选东南联盟路易斯安那州立大学的在世传奇球星，并且入选路易斯安那州立大学名人堂。

## 職業生涯
佩蒂特在進入NBA之前，曾被人質疑以其瘦削的身材能否在肢體碰撞激烈的職業聯盟中生存，但佩蒂特很快便證明了他的能耐，新秀賽季的佩蒂特以平均20.4分、13.8籃板奪得最佳新秀獎，並且入選了全明星賽及季末的最佳陣容第一隊。到了第二年，佩蒂特更奪得了全明星賽最有價值球員獎項及聯盟首設的NBA最有價值球員，並且成為該季的得分王及籃板王（25.7分、16.2籃板）。
1956-57年的賽季，佩蒂特率領球隊打進總決賽，與當時東區最佳球隊波士頓塞爾提克隊爭奪總冠軍。出乎各界意料之外地，激戰至第七戰甚至還兩度進入延長賽，老鷹隊才以2分之差飲恨。佩蒂特則在整個季後賽中得到29.8分、16.8籃板。
翌季，佩蒂特再次獲得全明星賽最有價值球員獎，並帶領老鷹隊再度打進總決賽，重遇去年的對手塞爾提克隊，這次老鷹隊以4勝2負擊敗了塞爾提克隊並奪得總冠軍。佩蒂特繼續於1960年及1961年和塞爾提克隊爭冠，可惜皆失敗而回，但有佩蒂特在陣的老鷹隊於1950年代末依舊是西區強隊之一。

## 成就與榮譽

### NBA成就
- 1次NBA總冠軍：1958（聖路易斯老鷹隊）
- 2次NBA最有價值球員：1956，1959
- 11次NBA全明星球員：1955，1956，1957，1958，1959，1960，1961，1962，1963，1964，1965
- 4次NBA全明星賽最有價值球員：1956，1958，1959，1962
- 11次NBA最佳陣容： 
  - NBA第一陣容：1955，1956，1957，1958，1959，1960，1961，1962，1963，1964
  - NBA第二陣容：1965
- NBA最佳新秀：1955
- 2次NBA得分王：1956，1959
- 1次NBA籃板王：1956
- NBA50大巨星：1996
- 籃球名人堂：1970

### NBA生涯紀錄
- NBA歷史上總得分排行榜第廿七（20880分）
- NBA歷史上平均得分排行榜第六（26.4分）
- NBA歷史上總籃板排行榜第十四（12849個）
- NBA歷史上平均籃板排行榜第三（16.2個）
- NBA歷史上總罰球數排行榜第十一（6182個）
- NBA歷史上第一位獲得最有價值球員獎
- NBA歷史上第一位總得分達到20000分